# Digital Feature Analysis Data
Digital Feature Analysis Data (DFAD) ist eine Sammlung digitaler kartographischer Daten der US-amerikanischen Defense Mapping Agency (DMA) (aufgegangen in der National Geospatial-Intelligence Agency). Als Teil des Digital Land Mass System (DLMS) ergänzt sie die topographischen Informationen der DTED-Bibliothek um Daten über Oberflächenmerkmale wie Vegetation, Bauwerke und Infrastruktur.
DFAD-Dateien enthalten ein digitales Objektmodell, das die Objekte, die sich auf dem digitalen Geländemodell befinden, beinhaltet.
Die digitalen Objektdaten werden als Vektordaten gespeichert und unterteilen sich dabei in Punkt-, Linien- und Flächenobjekte. Die Koordinatenauflösung beträgt eine Bogensekunde.
Die Daten enthalten unter anderem einen Eintrag für den Objekttyp und einen für die Oberflächenbeschaffenheit. Insgesamt gibt es etwa 1.000 unterschiedliche Objekttypen.
Die Dateien können unterschiedliche Flächen abdecken. Innerhalb Deutschlands sind sie 12×20 Bogenminuten groß. An den Grenzen und außerhalb Deutschland variiert die Größe der Datenkacheln von größer als 12×20 Bogenminuten bis zu einem 1×1 Gradblock.
Als horizontales Datum wird meistens das World Geodetic System 1984 (WGS84) verwendet, es ist jedoch auch möglich, dass in älteren Dateien das WGS72 verwendet wird.